# Haketia
Lo haketia (in arabo حاكيتيا‎?; in spagnolo haquetía; in ebraico חַכִּיתִּיָה‎?) è la variante della lingua giudeo-spagnola parlata dagli ebrei sefarditi nel Marocco settentrionale, in particolare nelle città di Tétouan, Tangeri, Assilah, Larache e nelle città spagnole di Ceuta e Melilla. Una variante di questo idioma era parlata, fino al XX secolo, ad Orano, in Algeria.

## Storia

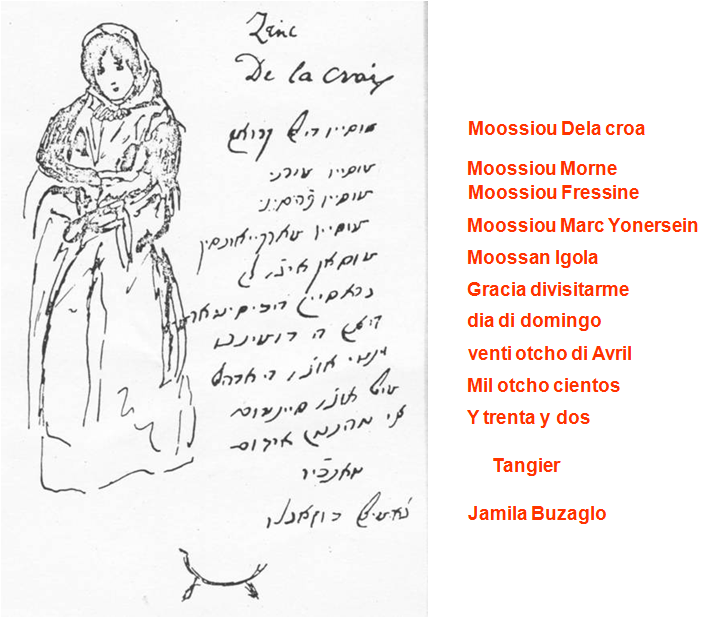
Lettera in haketia scritta a Tangeri nel 1832.

Lo haketia si è diffuso in Marocco in seguito all'arrivo di comunità sefardite dalla Spagna a partire dal XV secolo.
Dei circa 100.000 immigrati sefarditi (definiti megorashim dagli ebrei indigeni) giunti in Marocco dopo il 1492, si stima che a stabilirvisi definitivamente ne fossero stati 20.000.
La maggior parte dei sefarditi arrivati proveniva dalle regioni settentrionali della penisola iberica (da città come Toledo) anziché dalle regioni meridionali, pertanto la maggior parte di loro era di lingua giudeo-spagnola, mentre solo una minoranza era arabofona.
I sefarditi si stabilirono insieme ai moriscos nelle principali città del paese, in particolare a Fès, Meknès, Rabat e nelle città del nord, superando gli ebrei indigeni (i toshavim) nel campo della vita intellettuale e dal punto di vista sociale.
A Fès e a Meknès, la comunità sefardita, mescolandosi agli ebrei indigeni, adottò progressivamente dialetti arabi, abbandonando definitivamente lo haketia intorno al XVIII secolo.
Gli ebrei di Tétouan stabilirono comunità a Orano, dove si sviluppò una variante dello haketia definito tetuani, e a Gibilterra, dove la lingua haketia esercitò profonde influenze sullo llanito.
Nel 1912, si stimavano in Marocco 16.000 locutori di haketia (concentrati nella quasi totalità a Tangeri, Tétouan e in altre piccole città della costa settentrionale, quali Larache e Assila), a fronte di 77.000 ebrei monolingui arabofoni e 8.000 ebrei berberi.
L'instaurazione del protettorato spagnolo nel Marocco settentrionale, in concomitanza con l'emigrazione verso l'America meridionale comportò il livellamento della lingua a quella spagnola, il che portò in gran parte alla sua perdita.
Lo haketia, a differenza delle altre varianti della lingua giudeo-spagnola, non ha sviluppato una propria tradizione letteraria, rimanendo una lingua quasi del tutto orale. 
A differenziarlo dalle altre varianti della lingua giudeo-spagnola è la profonda influenza dell'arabo giudeo-marocchino.
Negli ultimi decenni si è assistito ad una rinascita dello haketia in ambito musicale, adoperato da cantanti come Doris Benmaman e Mor Karbasi. 
Il Centro degli studi sefarditi di Caracas pubblica regolarmente materiale in lingua haketia nella sua rivista Magen-Escudo.